# Тамарівка (Одеська область)
Тама́рівка (Тамарове) — колишнє село у Роздільнянському районі Одеської області України. Було підпорядковане Кам'янській сільській раді.

## Історія
Дата заснування —1924 рік. Засноване переселенцями з Черкащини. Назване на честь молодшої дочки одного з перших поселенців. Село складалося з однієї вулиці, яка простягалася із заходу на схід на 800 метрів. У центрі яр ділив вулицю навпіл. Село з'єднував кам'яний міст. В одному з селянських будинків функціонував пункт по ліквідації неписьменності.
У серпні 1941 року румунська жандармерія і солдати вбили в селі 8 євреїв.
У 1947 році хутір ставився до Жовтневого сільської ради, куди входили: село Амвросієве та хутори Бурдовий, Матишівка, Володимирівка, Тамарівка.
До 1951 року в селі існував колгосп імені Фрунзе. Після приєднання господарства села до колгоспу в Кам'янці село почало поступово порожніти, селяни переселялися в сусідні села, останній житель покинув Тамарівку в 1967 році.
Дата скасування села — 1972 рік.

## Географія
Було розташоване на південному заході від села Кам'янка Роздільнянського району.